# Méga Pistó
Méga Pistó är en ort i Grekland.   Den ligger i prefekturen Nomós Rodópis och regionen Östra Makedonien och Thrakien, i den nordöstra delen av landet, 400 km norr om huvudstaden Aten. Méga Pistó ligger 102 meter över havet och antalet invånare är 967.
Terrängen runt Méga Pistó är varierad. Runt Méga Pistó är det ganska tätbefolkat, med 83 invånare per kvadratkilometer. Närmaste större samhälle är Komotini, 9,3 km öster om Méga Pistó. Trakten runt Méga Pistó består till största delen av jordbruksmark.